# Xu Minghao
Xu Minghao (chinois : 徐明浩), connu sous son nom de scène « The8 », est un chanteur et danseur chinois, né le 7 novembre 1997.
Il est surtout connu pour faire partie du boys band sud-coréen Seventeen, dont il fait partie de la team performance avec Jun, Hoshi et Dino.

## Discographie

### Singles digitaux
| Titre                           | Année | Note                               |
| ------------------------------- | ----- | ---------------------------------- |
| "Night and Rain"                | 2018  |                                    |
| "Dreams Come True"              | 2019  |                                    |
| "Falling Down"                  | 2020  |                                    |
| "Side By Side"                  | 2021  | Disponible en chinois et en coréen |
| "Hai Cheng" (海城)              | 2022  | Disponible en chinois et en coréen |
| "A Bite of Summer" (嘗一口夏天) | 2022  |                                    |
| "54321 (Lift Off)"              | 2024  | feat. Vernon de Seventeen          |
| "Cold Love"                     | 2024  |                                    |
| "Orbit" (轨道)                  | 2024  | feat. JinJiBeWater_隼              |

### Osts
| Titre                                | Année | Album du drama/série                          | Note                  |
| ------------------------------------ | ----- | --------------------------------------------- | --------------------- |
| "Brothers for One Time"              | 2019  | Seven Days OST                                | feat Jun de Seventeen |
| "Maze"                               | 2020  | The King: Eternal Monarch Chinese version OST |                       |
| "Hide" (藏)                          | 2021  | Who is the Murderer (谁是凶手) OST            |                       |
| "Fly! Birdy Friends"                 | 2023  | Protect the Black Forest! Birdy Friends OST   |                       |
| "Time Spoken in Ink" (时光语墨)      | 2024  | My Wife's Double Life OST                     |                       |
| "When The Wind Blows" (风吹来的时候) | 2024  | Love's Rebellion OST                          |                       |

## Filmographie

### Émissions
| Année | Emission                                     | Pays         | Chaîne                            | Note                                                                                   |
| ----- | -------------------------------------------- | ------------ | --------------------------------- | -------------------------------------------------------------------------------------- |
| 2010  | Day Day Up, (天天向上)                       | Chine        | Hunan TV & Broadcast Intermediary | Membre                                                                                 |
| 2017  | Real Class - Elementary School               | Corée du Sud | SBS                               | Membre                                                                                 |
| 2018  | Chao Yin Zhan Ji (潮音戰紀)                  | Chine        | Tencent Video                     | Participant                                                                            |
| 2018  | Youth With You (青春有你)                    | Chine        | IQiyi                             | Mentor/Coach de danse avec Lay Zhang, Li Ronghao, Jolin Tsai, MC Jin                   |
| 2023  | Youth Periplous (青春环游记 第四季) Season 4 | Chine        | Zhejiang Satellite TV.            | Membre régulier avec Chen Zhe Yuan, Wang Bao Qiang                                     |
| 2024  | Youth Periplous Season 5                     | Chine        | Zhejiang Satellite TV.            | Membre régulier avec Henry Lau, Lars Huang, Charlene Choi                              |
| 2024  | Heart Signal Season 7                        | Chine        | Tencent Video                     | Membre régulier (épisode 1-6)                                                          |
| 2025  | Chuang Asia: Season 2 (创造营亚洲第二季)     | Thaïlande    | Tencent Video                     | Membre régulier (mentor et producteur) avec Bambam, Jeff Satur, Tia Ray, Yaya Urassaya |